# Adelphobates quinquevittatus
Adelphobates quinquevittatus é uma espécie de anfíbio da família Dendrobatidae.
Ocorre no sul da Amazônia na drenagem do rio Madeira no oeste do Brasil, nos estados de Rondônia e Amazonas, e no leste do Peru, em Iquitos. Possivelmente ocorra também na Bolívia, no departamento de Pando.
Os seus habitats naturais são: florestas subtropicais ou tropicais húmidas de baixa altitude, marismas de água doce e marismas intermitentes de água doce. Está ameaçada por perda de habitat.